# Abrahadabra (álbum)
Abrahadabra es el noveno álbum de estudio de la banda noruega de black metal sinfónico Dimmu Borgir. El primer sencillo del álbum fue "Gateways", el cual fue lanzado el 29 de agosto en Europa y el 24 de agosto en Norteamérica. El 14 de septiembre fue lanzado el video musical del sencillo "Gateways" el cual cuenta con la participación de la vocalista de Djerv, Agnete Kjølsrud. El 17 de septiembre, la canción "Born Treacherous" fue lanzada en el MySpace oficial de Dimmu Borgir. El 24 de septiembre la banda anunció que todas las canciones del álbum estaría disponible en su totalidad a partir de las 7 p. m. Esto marcaría el primer lanzamiento oficial del álbum completo.

## Producción
Abrahadabra estuvo en producción por once meses. Silenoz explicó que los crecientes periodos de tiempo entre cada álbum se daban debido a que la banda dejaba de escribir y componer mientras estaban de gira, lo que afectaba la calidad de la música. Describió que el nuevo álbum posee un "sonido cautivador," agregando que tiene aspectos "épicos,"  "atmosféricos" y "ambientales". Una imagen promocional muestra a Shagrath de regreso a los teclados. El álbum cuenta también con una orquesta de ensamble, la Kringkastingsorkestret (La orquesta de la radio noruega), así como deL coro Schola Cantorum, del mismo país, dando un total de más de 100 músicos y cantantes.
Gaute Storaas, compositor de los arreglos orquestrales, lanzó un comunicado sobre su papel en el proceso de creación del álbum. “Su música es épica, tanto la temática como la sinfonía desde su creación; claramente están teniendo un enfoque orquestral para componer. Mi labor en este proyecto es transcribir sus temas, tomando algunas de sus ideas, poniéndolas a un lado y contribuyendo una copia fiel de manera que la música quede tal y como la banda lo espera. La música tiene que ser interesante y fácil de ejecutar para los músicos, y tenemos la esperanza de que cumpla con los estándares de calidad del mundo orquestral.”

### Título y diseño
"Abrahadabra", traducido como "Se creara en este preciso momento", fue creado por el autor Aleister Crowley en su trabajo, Liber AL vel Legis o más conocido como The Book of the Law. Este álbum es el segundo de la banda el cual se desvía de su tradicional manera de titular con tres palabras sus álbumes. Silenoz comentó, "Somos una banda que constantemente cambio y esto nos ha hecho salir adelante. El título de este álbum va de la mano del contenido del nuevo material." Como otra observación, Silenoz refirió que los cambios tanto en el contenido musical y lírico tenían mucho que ver con los cambios en la alineación.
El arte y diseño de la portada fue diseñado por Joachim Luetke, quien describe su obra como "helado, sombrío, invernal, infernal y post-industrial". Luetke agregó que la figura central de la portada, la máscara, es una representación de los Dioses arquetípicos de H. P. Lovecraft. "La máscara personifica el dominio de los poderes más allá de la humanidad. Los dioses sin nombre presenciaron el nacimiento de nuestro universo y podrán ver también como implosiona. Para ellos, la era de la humanidad, no es más que un abrir y cerrar de ojos."

## Lista de canciones
| N.º | Título                        | Duración |  |
| 1.  | «Xibir»                       | 2:50     |  |
| 2.  | «Born Treacherous»            | 5:02     |  |
| 3.  | «Gateways»                    | 5:10     |  |
| 4.  | «Chess with the Abyss»        | 4:08     |  |
| 5.  | «Dimmu Borgir»                | 5:35     |  |
| 6.  | «Ritualist»                   | 5:13     |  |
| 7.  | «The Demiurge Molecule»       | 5:29     |  |
| 8.  | «A Jewel Traced Through Coal» | 5:16     |  |
| 9.  | «Renewal»                     | 4:11     |  |
| 10. | «Endings and Continuations»   | 5:58     |  |

| Edición limitada europea |                               |          |  |
| N.º                      | Título                        | Duración |  |
| 11.                      | «Gateways» (versión orquesta) | 5:44     |  |

| Edición limitada estadounidense |                                   |          |  |
| N.º                             | Título                            | Duración |  |
| 11.                             | «Dimmu Borgir» (versión orquesta) | 5:35     |  |

| Edición limitada japonesa |                                            |          |  |
| N.º                       | Título                                     | Duración |  |
| 11.                       | «Gateways» (versión orquesta)              | 5:44     |  |
| 12.                       | «Perfect Strangers» (Cover de Deep Purple) | 5:01     |  |

| Edición limitada japonesa |                                            |          |  |
| N.º                       | Título                                     | Duración |  |
| 11.                       | «Gateways» (versión orquesta)              | 5:44     |  |
| 12.                       | «The Demiurge Molecule» (versión orquesta) | 5:30     |  |

| Edición Hot Topic |                                                  |          |  |
| N.º               | Título                                           | Duración |  |
| 11.               | «Dimmu Borgir» (versión orquesta)                | 5:35     |  |
| 12.               | «Perfect Strangers» (Cover de Deep Purple)       | 5:01     |  |
| 13.               | «DMDR (Dead Men Don't Rape)» (Cover de G.G.F.H.) |          |  |

## Créditos
- Shagrath – voz, teclados
- Silenoz – guitarra
- Galder – guitarra

### Músicos de sesión
- Snowy Shaw - bajo, voz limpia (on tracks 4, 6, 9, 12)
- Daray - batería[8]

### Invitados
- Agnete Kjølsrud (ex-Animal Alpha, Djerv) - voz femenina con screaming (canción 3)
- Garm - voz limpia (canción 10)
- Norwegian Radio Orchestra
- Schola Cantorum

- Andy Sneap - mezclas[8]
- Daniel Bergstrand - ingeniero de sonido
- Gaute Storaas - arreglos orquestrales
- Joachim Luetke - diseño y arte de la portada

## Lanzamientos
| País           | Fecha                    |
| -------------- | ------------------------ |
| Japón          | 22 de septiembre de 2010 |
| Alemania       | 24 de septiembre de 2010 |
| Europa         | 27 de septiembre de 2010 |
| Australia      | 1 de octubre de 2010     |
| Estados Unidos | 12 de octubre de 2010    |